# Nyssodrysternum caudatum
Nyssodrysternum caudatum là một loài bọ cánh cứng trong họ Cerambycidae.